# Pylyp Panhelow-Juldaschew
Pylyp Ramilewytsch Panhelow-Juldaschew (ukrainisch Пилип Рамілевич Пангелов-Юлдашев; russisch Филипп Рамилевич Пангелов-Юлдашев/Filipp Ramilewitsch Pangelow-Juldaschew; * 15. Februar 1994 in Kiew) ist ein ukrainisch-russischer Eishockeyspieler, der seit 2023 beim Nice Hockey Côte d’Azur in der Ligue Magnus spielt. Sein Vater Ramil Juldaschew war ebenfalls ukrainischer Nationalspieler.

## Karriere
Fylyp Panhelow-Juldaschew begann seine Karriere als Eishockeyspieler bei Tolpar Ufa, für den er als 16-Jähriger in der Juniorenliga Molodjoschnaja Chokkeinaja Liga debütierte. Beim KHL Junior Draft 2011 wurde er von Salawat Julajew Ufa in der vierten Runde als insgesamt 107. Spieler ausgewählt, blieb aber bei Tolpar Ufa. Nach seiner Juniorenzeit wechselte er in die Wysschaja Hockey-Liga, wo er zunächst bei Swesda-WDW Dmitrow spielte. Als dieser im November 2015 aus finanziellen Gründen den Spielbetrieb einstellen musste, wechselte er zu Disel Pensa. 2017/18 spielte er bei Sputnik Nischni Tagil und 2018/19 beim ZSK WWS Samara. Anschließend wechselte er in die Ukraine, wo er beim HK Donbass Donezk in der Ukrainischen Eishockeyliga spielte. 2021 wurde er mit dem Klub ukrainischer Meister. Er selbst wurde als wertvollster Spieler und bester Verteidiger auch in das First-All-Star-Team der Liga gewählt. 2022/23 spielte er für Unia Oświęcim in der Polska Hokej Liga. Anschließend wechselte er zum Nice Hockey Côte d’Azur in die französische Ligue Magnus.

### International
Panhelow-Juldaschew absolvierte einige Nachwuchsländerspiele mit der russischen U16-Auswahl. Für die ukrainische Nationalmannschaft spielte er erstmals im Rahmen der Weltmeisterschaft 2019 in der Division I. Dort spielte er auch bei den Weltmeisterschaften 2022 und 2023. Zudem vertrat er die Ukraine bei der Olympiaqualifikation für die Winterspiele in Peking 2022.

## Erfolge und Auszeichnungen
- 2021 Ukrainischer Meister mit dem HK Donbass Donezk
- 2021 Wertvollster Spieler, bester Verteidiger und First All-Star-Team der Ukrainischen Eishockeyliga